# Lasionycta subalpina
Lasionycta subalpina là một loài bướm đêm thuộc họ Noctuidae. Nó được tìm thấy ở miền nam Idaho và the Beartooth Plateau on the Montana-Wyoming border tới Colorado và miền trung Utah cũng như ở Sierra Nevada của California.
The habitat is subalpine forests và giữa-elevation pine forests.
Sải cánh dài 29–33 mm đối với con đực và 30–35 mm đối với con cái. Con trưởng thành bay từ giữa tháng 7 qua tháng 8.